# Pleiospermium sumatranum
Pleiospermium sumatranum är en vinruteväxtart som beskrevs av Walter Tennyson Swingle. Pleiospermium sumatranum ingår i släktet Pleiospermium och familjen vinruteväxter. Inga underarter finns listade i Catalogue of Life.